# Rohan (Morbihan)
Rohan település Franciaországban, Morbihan megyében. Lakosainak száma 1541 fő (2022. január 1.). Rohan Saint-Barnabé, Bréhan, Crédin, Gueltas és Saint-Maudan községekkel határos.

## Népesség
A település népessége az elmúlt években az alábbi módon változott:
| Lakosok száma | 562  | 1707 | 1604 | 1570 | 1684 | 1650 | 1636 | 1636 | 1605 | 1541 |
|               | 1968 | 1982 | 1990 | 2006 | 2013 | 2015 | 2017 | 2019 | 2020 | 2022 |